# Thảm sát Trường Trung học Columbine
Vụ Thảm sát Trường Trung học Columbine xảy ra vào thứ Ba ngày 20 tháng 4 năm 1999 tại Trường Trung học Columbine, Quận Jefferson, tiểu bang Colorado, gần Littleton, và Denver, thủ phủ bang Colorado. Thủ phạm gây ra vụ tàn sát trong trường học này là hai học sinh tuổi thiếu niên, Eric Harris và Dylan Klebold. Chúng dùng súng giết chết 1 giáo viên, 12 học sinh, và gây thương tích cho 24 người khác, trước khi tự sát. Đây là vụ bắn giết trong trường học có số thương vong cao thứ sáu trong lịch sử Hoa Kỳ, sau Thảm họa Trường Tiểu học Bath năm 1927, Thảm sát Virginia Tech năm 2007, Nổ súng tại Trường tiểu học Sandy Hook năm 2012 và Thảm sát Đại học Texas năm 1966
Từ vụ thảm sát này đã bùng nổ nhiều cuộc tranh luận về luật kiểm soát súng, cũng như thực trạng sử dụng vũ khí tràn lan tại Hoa Kỳ. Nhiều cuộc thảo luận tập chú vào tình trạng băng nhóm và tệ bắt nạt trong trường trung học, cũng như vai trò của phim bạo lực và trò chơi điện tử trong xã hội Mỹ. Trong số các nạn nhân, có vài học sinh bị giết do khẳng định đức tin của mình trước họng súng, đã trở nên những hình mẫu soi dẫn niềm tin tôn giáo cho nhiều người. Vụ bắn giết này khiến gia tăng các biện pháp an ninh tại trường học và một thái độ e dè với văn hoá goth, nhạc heavy metal, các thành phần khả nghi trong xã hội, việc sử dụng thuốc chống trầm cảm trong thanh thiếu niên, sử dụng internet trong tuổi teen, phim ảnh bạo động, và trò chơi điện tử bạo lực.

## Dấu hiệu cảnh báo
Năm 1996, Eric Harris đã lập một website riêng trên American Online, trong đó Harris mở một blog kể chuyện vui và những dòng nhật ký ghi lại những cảm nghĩ về cha mẹ, trường lớp và bạn bè. Đến cuối năm, bắt đầu xuất hiện trên website này những hướng dẫn về cách tạo ra những trò tinh quái, cũng như phương pháp chế tạo chất nổ, tường thuật về những trò tai ác mà Harris và Klebold cùng gây ra. Từ đầu năm 1997, trên blog bắt đầu xuất hiện những chỉ dấu biểu thị lòng căm ghét ngày một gia tăng của Harris đối với xã hội.
Chẳng mấy người chịu truy cập trang web, cũng chẳng có ai lưu ý đến nó cho đến cuối năm 1997, điều tra viên Văn phòng Cảnh sát trưởng Quận Jefferson, Michael Guerra, báo cáo về trang web sau khi bố mẹ của Brooks Brown, một người bạn cũ của Harris, nhận ra rằng Harris đã đưa lên website lời đe dọa giết chết con trai của họ. Guerra tìm thấy ở trang web những lời lẽ đe dọa nhắm vào học sinh và giáo viên Trường Trung học Columbine, cùng những dòng chữ của Harris biểu thị lòng căm thù xã hội và ước muốn sát hại những ai làm hắn tức giận. Gần đến ngày gây án, Harris cho biết hắn đã hoàn tất việc chế tạo bom ống, chuẩn bị đủ số lượng súng, cũng như đã lên "danh sách" những đối tượng hắn đang nhắm đến, nhưng không nói gì đến kế hoạch hành động của hắn.

## Tội ác, hình phạt và báo thù

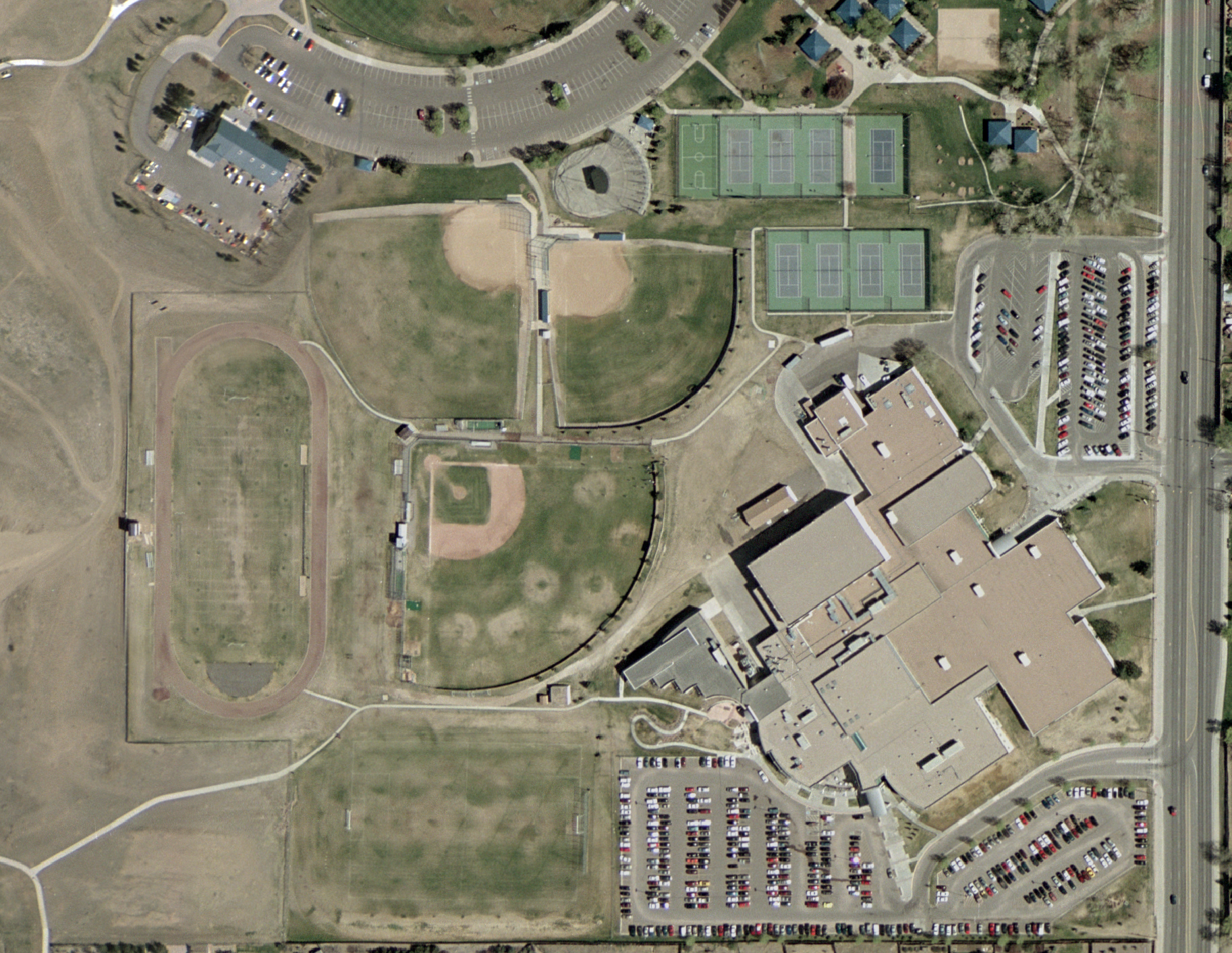
Trường Trung học Columbine nhìn từ trên cao

Ngày 30 tháng 1 năm 1998, Eric Harris và Dylan Klebold bị bắt quả tang lấy cắp các thiết bị vi tính trong một xe tải nhẹ đậu gần Littleton, Colorado. Cả hai bị bắt giữ và đưa ra toà, nhưng do chưa đến tuổi thành niên, thẩm phán chỉ buộc chúng đi chữa trị về tâm thần. Thay vì bị truy tố về tội trộm cắp, Harris và Klebold phải tham gia một "chương trình trị liệu" gồm có tư vấn và phục vụ cộng đồng tại một trung tâm giải trí dành cho giới trẻ địa phương. Cả hai đều làm ra vẻ ân hận hầu có thể sớm chấm dứt thời gian trị liệu và Harris cảm thấy thích thú. Harris viết một bức thư với lời lẽ cảm động bày tỏ sự thông cảm với người bị hại nhưng không chịu xin lỗi. Trong những ngày này, Harris thường khoe khoang về thủ thuật giả vờ hối cải của hắn và ghi lại những dòng tự đắc trong nhật ký. Người ta tin rằng chỉ một thời gian ngắn sau khi mãn hạn trị liệu tâm thần vào tháng 4 năm 1998, Harris và Klebold bắt tay lập kế hoạch tấn công, xem đó như là một cách phục hận.

### Nhật ký và băng ghi hình
Cả hai tay súng bắt đầu viết nhật ký sau khi rời khỏi trung tâm điều trị tâm thần. Chúng ghi hình kho vũ khí và cố giữ kín những băng video này.
Những trang nhật ký cho thấy chúng lập kế hoạch chi tiết tổ chức một vụ đánh bom có thể so sánh với vụ đánh bom ở Thành phố Oklahoma, và những bài quảng cáo về cách đào tẩu sang México, cách cướp máy bay tại Phi trường Quốc tế Denver để đâm vào một tòa nhà ở Thành phố New York, cũng như những chi tiết về các vụ tấn công. Theo dự định, sau khi cho nổ bom tại căng tin, chúng sẽ lùng sục khắp khuôn viên trường học và tàn sát những ai còn sống sót, rồi tiếp tục tấn công vào các ngôi nhà chung quanh khi cư dân gần trường đang xúm xít lại xem điều gì đã xảy ra; nhưng kế hoạch này của chúng không thành khi những quả bom đã không kích hoạt được.
Chúng lưu giữ những băng video ghi hình kho vũ khí, đạn dược và chất nổ mà chúng tàng trữ bằng những phương cách bất hợp pháp, cho thấy chúng đã có thể nghĩ ra nhiều phương cách hiệu quả để che giấu kho vũ khí trong nhà, cũng như có thể lừa dối cha mẹ để họ không thể biết gì về âm mưu của chúng. Một vài cuốn băng ghi lại cảnh tập bắn của chúng tại khu đồi gần nhà, cũng như khung cảnh trường học mà chúng dự định tấn công. Ngày 20 tháng 4, khoảng nửa tiếng trước khi bắt đầu cuộc tấn công, chúng ghi lại trong cuốn băng sau cùng lời xin lỗi gửi đến gia đình, và khoe khoang về hình ảnh của chúng sẽ được nhớ đến như thế nào sau vụ thảm sát.

### Vũ khí
Trước đó, Harris và Klebold đã kiếm được hai khẩu súng 9 ly và hai khẩu shotgun cỡ 12. Tháng 12 năm 1998, một người bạn, Robyn Anderson, đã mua hộ chúng một khẩu súng trường và hai khẩu shotgun. Sau đó Harris và Klebold mua một khẩu súng ngắn từ một người bạn khác, Mark Manes. Sau vụ thảm sát, Manes bị tống giam vì tội bán súng cho người tuổi vị thành niên, Philip Duran, người giới thiệu chúng với Manes, cũng bị cầm tù.
Nhờ những chỉ dẫn trên Internet, theo The Anarchist Cookbook, chúng làm ra 99 thiết bị nổ tự chế theo các chủng loại và kích cỡ khác nhau. Chúng cưa ngắn nòng và báng súng shotgun để dễ che giấu. Như thế, trước khi tiến hành vụ thảm sát, các hung thủ đã vi phạm luật tiểu bang và liên bang như Đạo luật Vũ khí Quốc gia và Đạo luật Kiểm soát Vũ khí năm 1968.

#### Eric Harris
- Một khẩu shotgun Savage-Springfield 67H số sêri.:..A23432
- Một khẩu bán tự động Carbine 9 mm Hi-Point 995

Khẩu shotgun được Harris sử dụng nhiều hơn, cả thảy 25 lần, cũng là khẩu súng Harris dùng để tự sát

#### Dylan Klebold
- Một súng ngắn bán tự động 9 mm Intratec Tec-9
- Một khẩu shotgun hai nòng Stevens 311D số sêri: A077513

Khẩu súng ngắn Tec-9 được Klebold sử dụng nhiều hơn, tổng cộng 55 lần bắn, cũng được dùng để tự sát.
Cả hai vũ trang với:
- Nhiều dao ngắn giắt ở thắt lưng
- Những băng đạn 9mm nhét trong túi
- Các túi đeo ở thắt lưng chứa đầy đạn shotgun

## Vụ thảm sát
11:10 sáng Thứ Ba ngày 20 tháng 4 năm 1999, Eric Harris và Dylan Klebold lái hai ô tô đến Trường Trung học Columbine. Harris và Klebold đậu xe tại hai khu để xe khác nhau trong trường. Từ những địa điểm này, chúng có được tầm quan sát tốt đối với cổng vào bên hông khu căng tin cũng như cổng ra chính của trường. Trước đó, chúng đã đặt một quả bom lửa trong cánh đồng cách trường nửa dặm, được hẹn giờ kích nổ lúc 11:14 sáng nhằm đánh lạc hướng toán cấp cứu. Quả bom đã phát nổ một phần, gây ra một đám cháy nhỏ, do đó chỉ cần một xe cứu hỏa đến để dập tắt.
Trong Trường Columbine, Harris và Klebold gặp nhau cạnh xe của Harris, mang theo mình những quả bom định hướng nặng 9 kg trước khi bước vào căng tin chỉ vài phút trước khi kíp ăn trưa "A" khởi sự. Chúng đặt các túi xách chứa bom tại đó, bom được hẹn giờ kích nổ lúc 11:17 sáng. Ngay lúc chúng bước vào căng tin, một nhân viên lấy băng video ra khỏi máy quay, tua lại và đặt băng mới; vì vậy hình ảnh lúc chúng đặt bom đã không được ghi lại. Dù vậy, ngay khi băng mới khởi động, người ta có thể thấy rõ những túi xách này. Những quả bom này đủ mạnh để hủy phá toàn bộ khu căng tin và kéo sập thư viện ở tầng trên. Mỗi hung thủ quay trở lại xe để đợi cho đến lúc bom nổ, khi ấy chúng sẽ bắn vào các học sinh đang tháo chạy ra ngoài theo cổng chính. Khi trở lại xe, Harris gặp Brooks Brown tại bãi đậu xe. Do quen biết nhau gần đây, Brown đến gần Harris và trách hắn vì đã làm hỏng bài thi, nhưng Harris chỉ trả lời, "Này, Brooks, tao thích mày, tao thích mày. Về nhà đi, ra khỏi đây ngay" Brown cảm thấy bối rối, vội bỏ đi. Vài phút sau, những học sinh rời trường đi ăn trưa thấy Brooks Brown ra khỏi trường theo đường South Pierce. Cùng lúc ấy, Harris và Klebold chuẩn bị sẵn vũ khí và ngồi trong xe chờ bom nổ.

### Khai hỏa
Khi những quả bom trong căng tin không nổ, Harris và Klebold gặp nhau cạnh xe của Harris, chúng mang hai khẩu shotgun, một khẩu carbine và một khẩu súng ngắn tự động (tất cả đặt trong một túi vải và một balô), cùng bước về căng tin. Chúng leo lên bậc thang trên cùng ở Cổng Tây, đây là địa điểm cao nhất trong trường. Từ đó có thể quan sát cửa hông khu căng tin tại chân cầu thang, cổng tây ở phía trái và sân điền kinh ở bên phải.
Lúc 11:19 sáng, một nhân chứng nghe Eric la lên "Đi! Đi!". Đó là lúc hai sát thủ khởi sự bóp cò súng shotgun nhắm vào Rachel Scott và Richard Castaldo, hai học sinh này đang dùng bữa trưa trên bãi cỏ bên trái chúng (cạnh Cổng Tây). Scott lãnh 4 phát đạn chết ngay lập tức, còn Castaldo bị thương nặng. Đến nay vẫn chưa rõ ai là người khai hỏa đầu tiên và ai bắn chết Scott. Có nhiều lời đồn đoán về nguyên nhân của vụ thảm sát, không loại trừ khả năng nhắm vào các tín hữu Cơ Đốc, có người cho rằng các sát thủ đã hỏi Scott có tin Chúa không, khi Scott trả lời, "bạn biết rằng tôi tin" thì họ kết thúc mạng sống của cô.
Kế đó, Harris cởi áo choàng, lấy khẩu carbine bán tự động và nhắm vào cầu thang phía Tây. Daniel Rohrbough và hai người bạn, Sean Graves và Lance Kirklin, đang đi lên cầu thang, đột nhiên thấy mình trở thành mục tiêu của hắn. Kirlin thuật lại rằng khi vừa nhìn thấy hai sát thủ đứng ở phía trên, thì chúng đã nổ súng nhắm vào anh. Bị trúng đạn ở ngực, Rohrbough ngã nhào vào Graves; một viên đạn trúng chân Graves. Chúng quay mũi súng sang Kirklin, khi ấy đang đứng ngang chúng. Cả ba học sinh đều bị thương. Harris và Klebold bắt đầu bắn về hướng nam, nhắm vào năm học sinh đang ngồi trên bãi cỏ cạnh cầu thang, đối diện với Cổng Tây. Michael Johnson bị trúng đạn nhưng cố chạy thoát. Mark Taylor ngã trên đất, không chạy được nên giả chết. Ba người còn lại chạy thoát. Khi cuộc tàn sát đang tiếp diễn, Sean Graves cố gượng dậy và lết xuống lần theo cầu thang ra cửa hông căng tin trước khi quỵ xuống ngay trước cửa. Klebold bước xuống cầu thang để vào căng tin, bắn thêm một phát vào mặt Lance Kirlin, khiến anh bị thương nặng. Khi thấy Daniel Rohrbough đang cố bò từng bậc cấp xuống chân cầu thang, Klebold lôi anh đứng lên và kê súng vào lưng nã đạn, giết chết cậu học sinh, rồi hắn đi xuống hết cầu thang bước vào căng tin, nhưng bước qua Sean Graves, lúc ấy đang bị thương nằm ngay cửa. Có lẽ do Klebold bận kiểm tra xem tại sao những quả bom định hướng đã không phát nổ. Khi Klebold vào căng tin, Harris khởi sự bắn vào một vài học sinh đang ngồi cạnh lối vào căng tin, gây thương tích cho Anne-Marie Hochhalter khi cô gái đang tìm cách chạy trốn. Chỉ vài giây sau, Klebold quay trở lại với Harris tại đầu cầu thang.
Hai sát thủ thử bắn vào những học sinh đang đứng gần sân bóng đá chỉ cách đó vài mét, nhưng không trúng đích, rồi chúng ném bom ống vào bãi đậu xe, mái nhà, khu đồi ở phía đông, nhưng không quả nào phát nổ. Bên trong trường học, cô giáo Patti Nielson, khi nghe tiếng động cùng với một học sinh, Brian Anderson, bước ra Cửa Tây. Cô giáo định ra ngoài để bảo hai học sinh "tắt máy đi" vì nghĩ rằng họ đang quay video hoặc đang đùa giỡn. Khi Anderson mở cánh cửa đầu của hai lớp cửa, Harris và Klebold khai hỏa làm Anderson bị thương vì mảnh kính vỡ trong khi Nielson bị mảnh đạn găm vào vai. Kinh hãi, cô giáo vội đứng dậy, chạy băng qua sảnh vào thư viện, bắt đầu báo động cho tất cả học sinh bên trong, yêu cầu họ núp dưới bàn và giữ im lặng, rồi cô gọi 911 và cố ẩn mình bên dưới quầy thư viện. Brian Anderson kẹt lại giữa hai lớp cửa.
Khi ấy, một cảnh sát viên đã kịp đến hiện trường, nhắm bắn Harris và Klebold để cứu Brian Anderson. Anderson thoát ra, chạy đến thư viện, vào phòng nhân viên, nấp ở đó cho đến khi cuộc tàn sát chấm dứt. Harris bắn mười phát súng nhắm vào viên cảnh sát khi người này đang liên lạc trên sóng radio theo Mã 33 (dành cho cảnh sát trong trường hợp khẩn cấp). Khi súng kẹt đạn, Harris chạy vào bên trong với Klebold. Hai sát thủ đi xuống Hành lang Bắc, ném bom ống và bắn bất cứ ai chúng thấy. Stephanie Munson trúng đạn vào mắt cá chân nhưng cố ra khỏi trường và vào một ngôi nhà bên kia đường. Sau đó, hai hung thủ trở lại Cửa Tây và quay sang Hành lang Thư viện.
Trước đó, huấn luyện viên William "Dave" Sanders đưa học sinh ra khỏi khu căng tin theo cầu thang lên tầng hai. Khi Sanders và một học sinh đến khúc quanh cầu thang từ Hành lang Thư viện thì bắt gặp hai sát thủ đang đi theo khúc quanh ở Hành lang Bắc, họ vội quay lại và chạy theo hướng khác (người ta tin rằng Sanders chạy về thư viện để giúp di tản những học sinh khác đang ở đây). Chúng nhắm bắn vào hai người, Sanders bị trúng đạn ở ngực, trong khi em học sinh bị bắn trượt, chạy vội vào lớp khoa học SCI-1 để báo động cho giáo viên ở đây. Hai sát thủ trở lên Hành lang Bắc, Sanders cố bò vào khu khoa học, được một giáo viên khác kéo vào lớp khoa học SCI-1. Hai học sinh cố sơ cứu cho Sanders và liên lạc với cảnh sát ở bên ngoài, nhưng Sanders chết vào khoảng 3:00 chiều. Ông là giáo viên duy nhất thiệt mạng trong vụ bắn giết này.

### Thảm sát tại thư viện
Patti Nielson liên lạc bằng điện thoại với dịch vụ khẩn cấp, thông báo hiện tình và cố đưa học sinh vào ẩn nấp dưới bàn. Theo những dữ liệu được ghi lại, tổng đài 911 nhận cuộc gọi của Nielson lúc 11:25:05. Khoảng cách từ lúc nhận cuộc gọi đến lúc hai sát thủ bước vào thư viện là bốn phút mười giây. Trước đó, từ cầu thang ở Hành lang Nam chúng ném hai quả bom ống vào căng tin, cả hai đều phát nổ. Chúng ném một quả khác vào Hành lang Thư viện, phá hỏng dãy tủ cá nhân (locker). Lúc 11:29, hai hung thủ bước qua lớp cửa dày của thư viện, bên trong là 52 học sinh, 3 nhân viên thư viện, và cô giáo Nielson; tất cả đều nấp dưới bàn và cố nép mình bên trong các phòng nghỉ kế cận thư viện.
Harris bắn vào tủ trưng bày và quầy thư viện, làm bị thương Evan Todd đang nấp kế tủ trưng bày. Harris ra lệnh cho mọi người "Đứng lên!", la to đến nổi tiếng của hắn được ghi lại trên băng của 911 (lúc 11:29:18). Những người đang nấp trong các phòng nghỉ nghe tiếng bọn chúng "Ai đội mũ trắng, đứng lên!" và "Lũ lực lưỡng đẹp trai (jock), đứng lên! Bọn tao chỉ kiếm những tên mũ trắng!" (đội mũ dã cầu màu trắng là truyền thống ở trường Columbine dành cho thành viên các đội thể thao). Khi không ai chịu đứng lên, một người nghe tiếng nói: "Tốt, tao sẽ bắn!". Hai sát thủ đi dọc theo thư viện đến hai dãy bàn vi tính. Evan Todd nấp bên dưới quầy hành chính. Kyle Velasquez đang ngồi ở dãy bắc, thu mình dưới một bàn vi tính. Klebold nã đạn vào đầu và lưng, giết chết Velasquez. Chúng đặt túi xách xuống đất, lấy đạn nạp vào súng, lại gần cửa sổ, thấy cảnh sát đang di tản học sinh ra khỏi trường, chúng bắn qua cửa sổ nhưng bị cảnh sát bắn trả.
Vài giây sau, Klebold quay lại nã đạn vào chiếc bàn gần đó, làm bị thương Patrick Ireland, Daniel Steepleton, và Makai Hall, rồi cởi áo choàng của mình. Harris cầm khẩu shotgun đi dọc theo dãy bàn vi tính, bắn vào dưới chiếc bàn đầu tiên mà không cần biết có ai đang nấp ở dưới. Phát đạn giết chết Steven Curnow. Harris bắn vào bàn kế tiếp, làm bị thương Kasey Ruegsegger.
Harris bước sang dãy bên kia rồi quỳ xuống, nói "Peek-a-boo" và bắn vào đầu Cassie Bernall, súng giật vào mặt làm hắn vỡ mũi. Mặc dù nhiều người tin rằng Harris đã hỏi Cassie Bernall "Mày có tin vào Chúa không?" trước khi hạ sát cô, những người khác cho rằng câu hỏi này là dành cho Valeen Schurr, một học sinh còn sống sót.
Harris quay sang bàn kế bên, thấy Bree Pasquale đang ngồi thay vì nấp bên dưới (cô gái đã cố chui xuống dưới bàn nhưng không được vì bàn quá chật). Harris hỏi có muốn chết không, Pasquale xin tha mạng. Các nhân chứng thuật lại rằng Harris tỏ ra bối rối, có lẽ vì vết thương ở mặt đang chảy nhiều máu. Trong khi Harris đang chế giễu Pasquale, Patrick Ireland cố xoay xở để sơ cứu hai bạn đang bị thương gần đó; thấy vậy, Klebold bắn Ireland hai phát, một vào đầu, một vào chân; Ireland bất tỉnh nhưng sống sót.
Klebold bước sang dãy bàn khác, phát hiện Isaiah Shoels, Matthew Kechter, và Craig Scott (đều là vận động viên nổi tiếng của trường, Craig Scott là anh trai của Rachel Scott) đang nấp ở đó. Sau khi cố lôi Shoels ra khỏi bàn nhưng không thành công, Klebold gọi Harris. Hai sát thủ chế giễu và bình phẩm về màu da của Shoels rồi kê mũi súng sát ngực Shoels, siết cò giết chết cậu học sinh. Klebold quỳ xuống, nã đạn bắn chết Matthew Kechter. Craig Scott, không bị thương tích, ngã trên vũng máu của bạn giả chết. Harris ném một quả bom CO2 vào chiếc bàn Hall, Steepleton và Ireland đang ẩn nấp. Makai ném trả, quả bom phát nổ đằng xa về phía nam.
Klebold bắn vào một tủ trưng bày rồi nã đạn vào chiếc bàn gần nhất, gây thương tích cho Mark Kintgen. Hắn quay sang bắn vào bàn phía trái, làm bị thương Lisa Kreutz và Val Shnurr chỉ với một viên đạn. Hắn đến gần và bắn nhiều phát vào Lauren Townsend, giết chết cô. Cùng lúc, Harris phát hiện hai nữ sinh đang nấp dưới bàn, cúi xuống và nhìn vào họ nhưng bỏ qua vì thấy "tội nghiệp". Hai hung thủ đến một bàn trống gần đó và khởi sự nạp đạn. Schnurr, đang bị thương nặng, khóc và kêu lên "Xin Chúa cứu con!" Klebold quay lại hỏi cô gái có tin Chúa không. Kinh hãi, cô trả lời không rồi có, Klebold hỏi tại sao cô giải thích vì đó là đức tin của gia đình cô. Hắn chế giễu rồi bỏ đi.
Harris đến một bàn khác, bắn hai lần vào bên dưới, làm bị thương Nicole Nowlen và John Tomlin. Khi Tomlin cố lết ra ngoài, Klebold đi vòng quanh và đá vào người Tomlin. Sau khi chế giễu Tomlin, Harris bắn nhiều phát súng, giết chết cậu học sinh. Harris bước qua bên kia bàn, thấy Lauren Townsend đang nằm, đằng sau là Kelly Fleming, giống Bree Pasquale, ngồi kế bàn chứ không nấp bên dưới. Harris dùng súng trường bắn cô, hất cô ngã ngược ra sau và chết tức thì. Hắn tiếp tục bắn vào Townsend và Kreutz lần nữa và làm bị thương Jeanna Park (một cuộc giải phẫu tử thi cho thấy Towsend đã thiệt mạng từ phát súng đầu tiên).
11:37, hai hung thủ đi vào giữa thư viện và nạp đạn vào súng. Klebold phát hiện một học sinh đang ở gần đó và bảo cậu học sinh xưng tên và nhận ra là John Savage, một người quen của Klebold. Savage hỏi Klebold đang làm gì, hắn trả lời:  "À, chỉ là giết người thôi". Savage hỏi Klebold có định giết anh không. Sau một lúc chần chừ, Klebold bảo Savage rời thư viện. Savage vội vàng chạy trốn qua cửa chính của thư viện.
Sau đó, Harris chỉa khẩu carbine vào chiếc bàn ở hướng Bắc, bắn vào mặt Daniel Mauser ở tầm gần, giết chết anh. Hai sát thủ đi về hướng Nam, nã đạn vung vãi vào bên dưới một bàn khác, gây thương tích nặng cho Jennifer Doyle và Austin Eubanks, và làm Corey DePooter bị thương đến chết. DePooter là nạn nhân cuối cùng của cuộc tàn sát. DePooter là người đã hoạt động tích cực giúp các bạn bình tĩnh suốt trong vụ thảm sát.
Lúc này, một vài nhân chứng nghe Harris và Klebold nói với nhau rằng chúng không còn thấy hứng thú để tiếp tục bắn giết nữa. Harris đề nghị "Hay là chúng ta đâm bọn chúng, như thế chắc là thú vị hơn". Cả hai đi về quầy thư viện. Harris ném một chai bom xăng tự chế (Molotov cocktail) về cuối thư viện nhưng bom không nổ. Harris và Klebold đi vòng hai bên quầy và gặp nhau tại chỗ Evan Todd vừa di chuyển đến, chúng cãi nhau về ý định giết Todd, nhưng lại bỏ đi. Hai sát thủ rời khỏi thư viện lúc 11:42., chấm dứt cuộc thảm sát.
Ngay khi chúng vừa bỏ đi, 10 người bị thương và 34 người còn lại thoát ra khỏi thư viện theo cửa Bắc. Patrick Ireland, đang bất tỉnh, và Lisa Kreutz, không đi được, vẫn ở trong tòa nhà. Patti Nielson chạy vào phòng nghỉ kế thư viện, gặp Brian Anderson và ba nhân viên thư viện đang ở bên trong; họ chốt cửa và ở đó cho đến khi được giải cứu lúc 15:30.

### Tự sát
Sau khi rời thư viện, Harris và Klebold đi vào khu khoa học và ném một quả bom lửa vào một căn phòng chứa vật dụng. Khi quả bom phát nổ, chúng chạy ra xa. Một giáo viên trong phòng gần đó dập tắt lửa. Chúng đi về hành lang nam, dừng lại và bắn vào một căn phòng trống, rồi bước xuống cầu thang vào căng tin. Ở đây hình ảnh của chúng được ghi lại bởi các camera an ninh, cho thấy Harris thử kích nổ một trong những quả bom định hướng nhưng không thành công. Chúng ném một chai bom lửa tự tạo, nhưng không nổ. Chúng bỏ đi và bước lên cầu thang, khi ấy bom nổ, gây ra một đám cháy nhưng được dập tắt bởi hệ thống chữa cháy tự động (fire sprinkler); chúng rời căng tin khoảng 11:50 sáng. Chúng lên hành lang nam rồi hành lang bắc, di chuyển không định hướng và bắn vung vãi. Có vài lần chúng nhìn vào các phòng học, bắt gặp các học sinh đang nấp bên trong, hai bên cùng nhìn nhau, nhưng chúng không bước vào. Sau khi rời văn phòng nhà trường, cả hai vào khu nhà tắm, đe dọa những học sinh đang nấp bên trong với những lời lẽ như "tao biết bọn mày đang ở đây" hoặc "bọn tao sẽ giết hết những tên bọn tao tìm ra" nhưng chúng không vào phòng tắm. Lúc 11:55 sáng, chúng trở lại căng tin, vào nhà bếp rồi trở lại cầu thang, vào hành lang nam lúc 11:58 sáng.
| Sát thủ tự sát                                                                 |
| 35. Eric Harris, 18, (sát thủ) tự sát bằng một phát súng shotgun vào vòm miệng |
| 36. Dylan Klebold, 17, (sát thủ) tự sát bằng một phát đạn vào đầu.             |

Lúc 12:05 trưa, hai sát thủ vào thư viện lần nữa, lúc này không còn ai ngoại trừ Patrick Ireland nằm bất tỉnh và Lisa Kreutz (đang giả chết). Một lần nữa, chúng nhắm bắn cảnh sát qua cửa sổ, nhưng không thành công. Chúng đến chiếc bàn kế chỗ Matthew Kechter và Isaiah Shoels đang nằm, cả hai đều đã chết. Tại đây, chúng tự bắn vào mình. Lúc 14:38, Patrick Ireland tỉnh dậy và lết đến cửa sổ, tìm cách ra ngoài. Patrick được các thành viên đội đặc nhiệm SWAT giúp đưa qua cửa sổ thư viện, cảnh giải cứu này được truyền hình trực tiếp. Lisa Kreutz, đang bị thương, nằm lại trong thư viện cho đến khi cảnh sát tiến vào hiện trường lúc 15:25., cô được đưa ra ngoài cùng với bà Neilson, Brian Anderson, và ba nhân viên thư viện.

### Kết thúc
Đến giữa trưa, đội đặc nhiệm SWAT đã trấn đóng bên ngoài trường, xe cứu thương tất cả đưa người bị thương vào bệnh viện, trong khi gia đình học sinh và nhân viên nhà trường được yêu cầu tập trung gần Trường Tiểu học Leawood để chờ tin tức.
Cảnh sát xin tiếp tế thêm đạn trong trường hợp hai tay súng cứ tiếp tục bắn trả, nhưng chúng ngưng khai hỏa. Vào lúc 12:45 trưa, đội đặc nhiệm bắt đầu tiến vào từng phòng trong trường học, kiểm tra từng chiếc bàn và từng chiếc balô. Tất cả học sinh, giáo viên, nhân viên nhà trường được đem đi thẩm vấn và được chăm sóc sức khỏe trước khi tái ngộ với gia đình tại Trường Leawood. Thi thể các nạn nhân được tìm thấy trong thư viện lúc 15:30.
16:30, trường Columbine được tuyên bố là an toàn; nhưng một tiếng sau, 17:30, thêm cảnh sát được gởi đến vì vừa tìm ra chất nổ đặt trong bãi đậu xe và trên mái nhà. Lúc 6:15 p.m. cảnh sát tìm thấy bom trong một xe hơi trong bãi đậu xe, 22:45, một quả bom phát nổ khi người ta đang cố tháo ngòi nổ nhưng không ai bị thương dù một chiếc xe bị hư hại.

## Nạn nhân
12 học sinh và 1 giáo viên thiệt mạng, 24 học sinh bị thương trong cuộc thảm sát; ba người khác bị thương khi cố gắng chạy trốn. Harris và Klebold được cho là đã tự sát 44 phút sau khi chúng bắt đầu cuộc tàn sát.

## Tìm kiếm nguyên nhân
Ngay sau khi xảy ra vụ Thảm sát Trường Trung học Columbine, bắt đầu nổ ra nhiều cuộc tranh luận về nguyên nhân của cuộc thảm sát và người ta đặt câu hỏi liệu có thể làm gì để ngăn không cho tội ác xảy ra. Không giống các cuộc tàn sát khác tại trường học, sự kiện cả hai sát thủ đều tự sát gây ra một sự ám ảnh sâu sắc vì cần có thời gian để tìm ra câu giải đáp, và vì không có vụ bắt giữ hoặc xét xử nào để các nạn nhân có thể giải tỏa nỗi căm phẫn. Nạn bè phái trong trường trung học thu hút sự quan tâm đặc biệt tại các cuộc thảo luận. Nhiều người cho rằng vì bị cô lập bởi bạn học cùng lớp khiến Harris và Klebold cảm thấy bơ vơ, mất tự tin và trầm uất, cùng lúc thôi thúc cảm giác muốn được chú ý đến. Một số trường học cho tiến hành các chương trình khảo sát và tìm cách ngăn chặn nạn bắt nạt trong trường học.

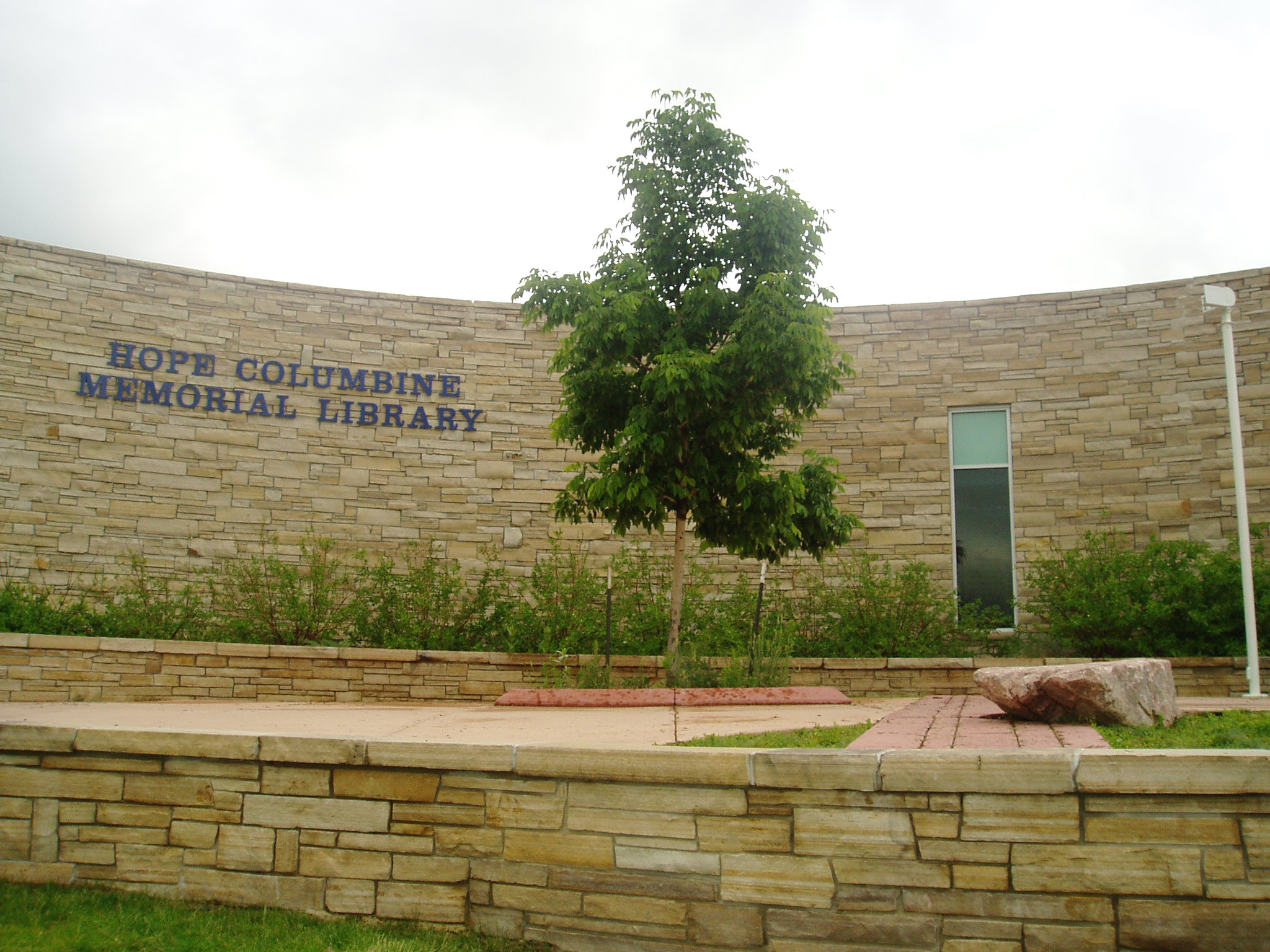
Thư viện Tưởng niệm HOPE tại Trường Trung học Columbine, được xây dựng tại địa điểm xảy ra vụ thảm sát, thay thế cho thư viện cũ nơi nhiều người đã thiệt mạng.

Harris và Klebold đều là dân hâm mộ các loại video game bạo lực như Doom và Wolfenstein 3D. Một số nhà phân tích cho rằng đây là một trong những nguyên nhân khiến hai sát thủ tự giam mình trong ảo giác bạo lực của video games và các loại hình khác như âm nhạc và phim ảnh. Họ giải thích rằng những ám ảnh này đã khiến chúng đánh mất khả năng phân biệt giữa thực và ảo. Phương tiện truyền thông tại Mỹ so sánh cuộc thảm sát với một xuất phẩm điện ảnh năm 1995, The Basketball Diaries, trong đó vai chính Leonardo DiCaprio trong áo choàng đen bắn sáu bạn cùng lớp tại hành lang trường học. Một số nhân chứng liên kết vụ thảm sát với phim Matrix, sản xuất năm 1999. Cha mẹ của một số nạn nhân đã khởi kiện những nhà sản xuất video game nhưng không thành công.
Tháng 7 năm 1999, FBI tổ chức một hội nghị cấp cao tại Leesburg, Virginia về tình trạng bắn giết trong trường học với sự tham dự đông đảo của các nhà tâm lý học và phân tâm học, các đại biểu đến từ những trường học có xảy ra các vụ bắn giết, đặc biệt là một phái đoàn đông đảo từ Trường Columbine. Bộ trưởng Tư pháp Janet Reno cũng đến dự họp. FBI cho phổ biến một bản tường trình về các vụ bắn giết nhưng không trình bày nguyên nhân của từng vụ việc. Dù vậy, vào dịp kỷ niệm lần thứ năm vụ thảm sát Columbine, nhà điều tra chính của FBI trong vụ Columbine và những nhà phân tâm học hàng đầu khác công bố kết luận của họ trên Slate với tựa đề The Depressive and the Psychopath. Từ góc nhìn của họ, Harris là một bệnh nhân tâm thần (psychopath), Klebold là một kẻ trầm uất. Kế hoạch thảm sát đã được thiết kế bởi Harris. Harris mắc chứng cuồng vĩ đến độ hoang tưởng và tự cho mình là một đấng cứu thế, khao khát giúp thế giới nhận ra sự ưu việt của mình.
Một nghiên cứu toàn diện về tình trạng bắn giết trong trường học thực hiện bởi Cơ quan Mật vụ Hoa Kỳ (the U.S. Secret Service) cảnh báo về định kiến cho rằng chỉ có một loại người đặc thù mới có thể được xem là những hung thủ tiềm năng. "Những nhà nghiên cứu nhận ra rằng các hung thủ không tỏ ra hung dữ. Chúng lập kế hoạch, tàng trữ vũ khí, bàn bạc với nhau về các dự định. Những đứa trẻ này lặng lẽ chọn một lối đi dài có hoạch định dẫn chúng đến tình trạng bạo lực. Không thể lập hồ sơ theo dõi chúng. Chúng thường sống với cha mẹ trong một gia đình Mỹ gương mẫu. Một số có cha mẹ ly dị hoặc sống với cha mẹ nuôi. Chỉ có một số ít là sống cô độc, hầu hết đều có bạn thân". Tổ chức này khuyên các bậc phụ huynh nên tìm hiểu về lối sống của chúng: "Chúng đã nói gì? Chúng có than phiền điều gì? Bạn bè nói gì về chúng? Chúng có tiếp xúc với các loại vũ khí? Chúng có bị trầm uất hoặc tuyệt vọng?".

## Ảnh hưởng
Nhiều trường học tiến hành những biện pháp chống tình trạng bắt nạt trong trường học cũng như cấm triệt để các loại vũ khí.
Các trường học trên khắp nước Mỹ áp dụng các biện pháp an ninh mới như buộc sử dụng ba lô trong suốt, máy dò kim loại và thuê mướn nhân viên an ninh. Cùng lúc, cảnh sát cũng tái thẩm định chiến thuật và mở những khóa huấn luyện đối phó với những tình huống tương tự như ở Trường Columbine, sau khi bị chỉ trích vì phản ứng chậm của đội đặc nhiệm SWAT khi xảy ra vụ thảm sát.

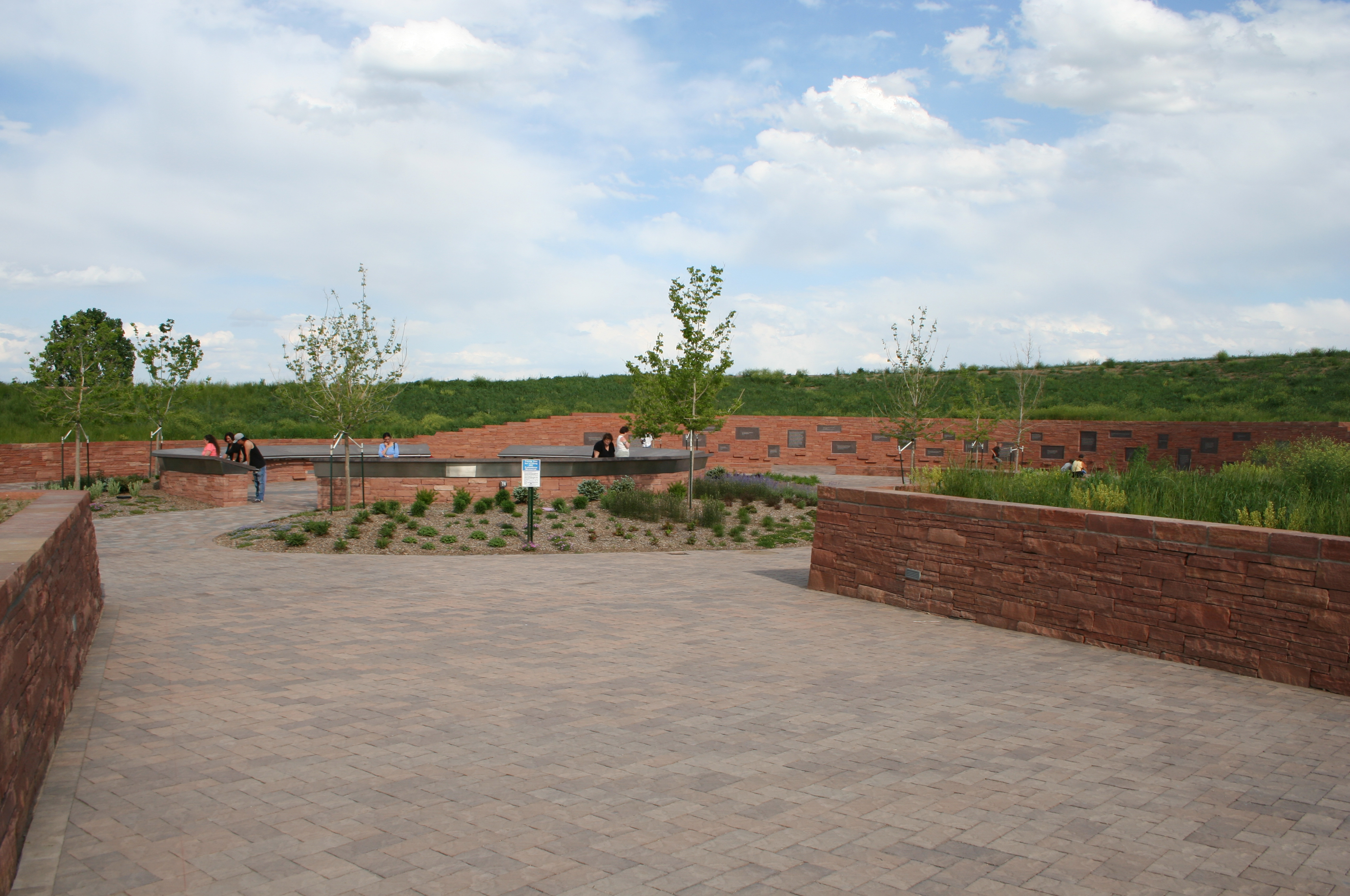
Đài tưởng niệm vụ thảm sát Columbine.

Vụ thảm sát đã thúc đẩy nhiều người hô hào có thêm các biện pháp kiểm soát súng. Năm 2000, luật lệ liên bang và tiểu bang buộc lắp đặt khóa an toàn cho các loại vũ khí. Trong khi các luật lệ được thông qua buộc tội những người mua súng cho tội phạm và trẻ em, vẫn còn nhiều tranh cãi liên quan đến đòi hỏi thẩm tra nhân thân của người mua súng.
Một khu tưởng niệm nhằm "tôn vinh và tưởng nhớ các nạn nhân vụ thảm sát ngày 20 tháng 4 năm 1999 tại Trường Trung học Columbine" được khánh thành ngày 21 tháng 9 năm 2007 tại Công viên Clement, một bãi cỏ kế cận nơi các tụ tập tự phát trong những ngày sau khi xảy ra vụ thảm sát để tưởng niệm các nạn nhân. Phải mất tám năm để quyên góp số tiền 1,5 triệu USD cho chi phí xây dựng khu tưởng niệm này.

### Thảm sát Virgnia Tech
Seung-Hui Cho, sát thủ trong vụ thảm sát Virginia Tech, từng nhắc đến "những kẻ tử vì đạo như Eric và Dylan", ngụ ý hai sát thủ trong vụ thảm sát Trường Columbine. Các phương tiện truyền thông thường xuyên so sánh tình trạng tâm thần và động cơ của Cho với Eric Harris và Dylan Klebold.